# Эстеньи, Сабольч
Сабольч Эстеньи (венг. Szábolcs Esztényi; 20 декабря 1939, Будапешт — 29 июня 2024, Варшава) — польский пианист, композитор и музыкальный педагог венгерского происхождения.
В 1968 году выиграл в Польше конкурс музыкальной импровизации, с 1969 года живёт в этой стране. В 1972 году окончил с отличием Варшавскую высшую государственную школу музыки по классам Маргериты Тромбини-Казуро (фортепиано) и Витольда Рудзиньского (композиция).
Как исполнитель специализируется, в первую очередь, на современной польской музыке, сотрудничал с такими композиторами, как Павел Шиманьский, Казимеж Сероцкий, Томаш Сикорский, Зыгмунт Краузе.
Автор многочисленных фортепианных сочинений.
С 1972 года преподавал в Варшаве и Лодзи, преимущественно клавирную импровизацию. С 1996 года вёл мастер-классы по импровизации и семинары по современной музыке в Быстшице-Клодзкой и Свиднице, с 1998 года профессор Варшавской высшей государственной школы музыки.
Умер 29 июня 2024 года в Варшаве в возрасте 84 лет.